# Port O’Brien
Port O’Brien war eine aus Kalifornien stammende Indie/Folk-Band. Die Band bestand aus Van Pierszalowski (Gesang, Gitarre), Cambria Goodwin (Banjo, Gesang, Mandoline), Tyson Vogel (Schlagzeug), Ryan Stively (Bass) und Gram Lebron (Gitarre, Keyboard).

## Geschichte
Port O’Brien formierte sich erstmals 2005 zu einem Folk-Duo. Der Bandname kam von einer Bucht der Kodiak-Insel in Alaska, in der sich eine heute stillgelegte Konservenfabrik befand, wo sich die Eltern des Bandgründers Pierszalowski kennengelernt hatten. 
Zunächst bestand die Band noch aus Van Pierszalowski und seiner Freundin Cambria Goodwin, die gemeinsam die ersten paar rudimentären Akustik-EPs aufnahmen und diese auf Konzerten verkauften. Ein Jahr später stießen der Schlagzeuger Joshua Barnhart und der Bassist Caleb Nichols hinzu, der später durch Ryan Stively ersetzt wurde. Ende 2007 trat als letztes Mitglied Zebedee Zaitz als Gitarrist der Band bei. Barnhart und Zaitz verließen die Band Anfang 2009 und wurden durch Tyson Vogel (Two Gallants) und Gram Lebron ersetzt.
Während ihrer aktiven Zeit tourte die die Band u. a. mit Nada Surf, Bright Eyes und Modest Mouse.
Im Mai 2011 gab die Band ihre Auflösung bekannt.

## Diskografie

### Alben
- 2007: The Wind and the Swell
- 2007: All We Could Do Was Sing (City Slang)
- 2009: Threadbare

### Singles
- 2007: I Woke Up Today
- 2007: Close the Lid
- 2009: The Whiskey Song (Winter 7")